# Лебедиков, Николай Иванович
Николай Иванович Лебедиков (род. 8 мая 1927 — 19 января 1998) — бригадир тракторной бригады Краснинской МТС Ленинск-Кузнецкого района Кемеровской области. Председатель колхоза «Искра» (с 1972 года). Герой Социалистического Труда (11.01.1957).

## Биография
Родился 8 мая 1927 года в селе Соколовка. Закончил сельскую школу, мечтал стать агрономом, но война не позволила продолжить обучение. В 1942 году учился на курсах тракториста. В 1943 году зачислен трактористом в Краснинскую МТС. В 1949 году его назначают бригадиром тракторной бригады Краснинской МТС.
В своей работе трактористы бригады применяли мальцевскую система обработки почвы, ранней весной быстро и качественно проводилось предпосевное боронование. Всё это позволило добиться бригаде высоких устойчивых урожаев. Так, средняя урожайность зерновых составила более 16 центнеров с гектара, в 1955 году - свыше 18 центнеров с гектара; в последующие годы более 22 центнеров с гектара.
Указом от 11 января 1957 года за достижения высоких производственных результатов Николай Лебедиков был удостоен звания Герой Социалистического Труда.
В 1960 году его направляют на учёбу в школу руководящих кадров в Барнаул. После получения образования он в течение 10 лет является управляющим фермой совхоза им. Чкалова, а в 1972 году его назначают председателем колхоза «Искра».
Депутат Кемеровского областного Совета депутатов трудящихся 13-го созыва.
Умер 19 января 1998 года. Похоронен на сельском кладбище в Красноярке.

## Награды
Имеет следующие награды, за трудовые успехи:
- Герой Социалистического Труда (11.01.1957);
- Орден Ленина (11.01.1957).